# 安川繁成

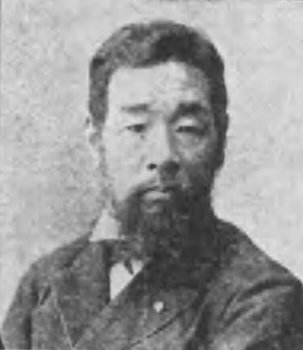
安川繁成

安川 繁成（やすかわ しげなり、1839年4月18日（天保10年3月5日） - 1906年（明治39年）8月29日）は、明治期の官僚、政治家、実業家。衆議院議員（1期）。位階勲等は正三位勲三等瑞宝章。旧姓・岩崎。

## 経歴
天保10年（1839年）3月、上野国で生まれる。陸奥棚倉藩士・岩崎八十吉の四男。上野国新田郡綿打村大字上田中字六供(かみだなか あざ ろっく)（現・群馬県太田市新田上田中町）生まれ。
白河藩士・安川休翁の家督を継ぎ、江戸に遊学し、大鳥圭介の塾に学ぶ。開成所に転じて学校名が大学南校となるまで学んだ。1867年（慶応3年）慶應義塾に転じ大村益次郎の知遇を得る。慶應義塾卒業後、『開明鑑記』の編集者となる。戊辰戦争では岩倉具視の知遇を得た。
版籍奉還の際に森有礼に推されて行政官になる。その後岩倉具視に命じられて欧米を視察。工部省書記官、会計検査院部長、東京市参事会員。日本鉄道会社監査役、愛国生命保険社長を歴任した。1898年（明治31年）には、第6回衆議院議員総選挙の東京府第1区で当選し憲政本党に所属した。
1906年（明治39年）腎炎と糖尿病のため薨去。享年68歳。墓所は青山霊園2-イ18-1の繁成寺墓地。

## その他
1884年（明治17年）には、麻布区笄町126番地（現・港区西麻布4-11-7）に自らの名前を取った浄土宗智明山攝取院繁成寺を開基している。開山は、安川氏の遠祖の智明上人。青山善光寺の住職であった深山法運師が初代住職となった。本尊は阿弥陀如来、他に不動明王、地蔵尊、五百羅漢を祀る。また、秋月子爵の室や毛利公爵の母親などの華族の婦人たちが集まって、念仏を唱えながら鉦を打っていたため、俗にカンカン寺と呼ばれた。また、北白川宮能久親王や柳原愛子といった皇室の人々も参詣した。
茨城県北相馬郡利根町には、旧棚倉藩主の阿部正功が篆額、安川繁成が書を記した「飯島君之墓銘」がある（撰文は中村正直）。飯島君とは飯島利兵衛のことで、下総国北相馬郡上曽根村→文村の豪農で、碑文によると、農作業の傍ら、算術や華道遠州を習うなどした。1871年（明治4年）には村役人に請われて、利根川の測量を行った。1877年（明治10年）9月23日病没。享年67。

## 栄典
位階
- 1886年（明治19年）11月16日 - 正五位[12]

勲章等
- 1888年（明治21年）12月26日 - 勲四等瑞宝章[13]
- 1889年（明治22年）11月25日 - 大日本帝国憲法発布記念章[14]
- 1890年（明治23年）12月26日 - 勲三等瑞宝章[15]
- 1906年（明治39年）8月31日 - 旭日中綬章[16]